# Leah Kirchmann
Leah Kirchmann (Winnipeg, 30 de junho de 1990), é uma ciclista profissional canadiana. Como costuma ser habitual em ciclistas norte-americanos começou a destacar em carreiras de ciclismo de montanha e critériums (carreiras amadoras de pouco quilometragem em circuitos urbanos). Entre 2010 e 2012 teve acesso a algumas provas do calendário internacional europeu com a Selecção do Canadá; inclusive chamou a atenção da equipa profissional italiana Colavita-Forno d'Assolo para competir no calendário norte-americano em 2011, ainda que sem contrato a efeitos UCI já que a equipa tinha no elenco o máximo de corredoras estabelecido (se fez com os serviços de 5 corredoras norte-americanas, mas sem contrato oficial, para disputar as carreiras dessa zona devido aos interesses comerciais de Colavita). Em 2012 alinhou pela equipa amador estadounidense da Optum Pro Cycling Women's Team, onde permanece na actualidade, que ao ano seguinte ascendeu ao profissionalismo. A sua primeira temporada nessa equipa foi satisfatória chegando a destacar em algumas carreiras da Europa com vários top-tens, já como profissional voltou a destacar em 2014.

## Palmarés
2012 (como amador)
- - 2.ª no Campeonato Panamericano em Estrada

- 2013
  - 2.ª no Campeonato do Canadá em Estrada

- 2014
- Campeonato do Canadá Contrarrelógio
- Campeonato do Canadá em Estrada
- White Spot / Delta Road Race

- 2015
  - 1 etapa do Joe Martin Stage Race
  - 2 etapas do Volta à Califórnia feminino
  - 2.ª no Campeonato do Canadá em Estrada

- 2016
- Drentse Acht van Westerveld
  - 1 etapa do Giro d'Italia Feminino
  - 2.ª no UCI World Tour Feminino

- 2017
- Grande Prêmio Ciclista de Gatineau
  - 2.ª no Campeonato do Canadá Contrarrelógio

- 2018
- Campeonato do Canadá Contrarrelógio

- 2019
- Grande Prêmio Ciclista de Gatineau
- Campeonato do Canadá Contrarrelógio  
  - 2.ª no Campeonato do Canadá em Estrada

## Resultados em Grandes Voltas e Campeonatos do Mundo
Durante a sua carreira desportiva tem conseguido os seguintes postos nas Grandes Voltas femininas e nos Campeonatos do Mundo em estrada:
| Carreira               | 2011 | 2012 | 2013 | 2014 | 2015 | 2016 | 2017 | 2018 | 2019 |
| ---------------------- | ---- | ---- | ---- | ---- | ---- | ---- | ---- | ---- | ---- |
| Giro d'Italia          | -    | -    | -    | -    | -    | 8.ª  | -    | 17.ª | 44.ª |
| Tour de l'Aude         | X    | X    | X    | X    | X    | X    | X    | X    | X    |
| Grande Boucle          | X    | X    | X    | X    | X    | X    | X    | X    | X    |
| Mundial em Estrada     | 17.ª | 21.ª | Ab.  | Ab.  | 32.ª | 14.ª | 12.ª | 25.ª | -    |
| Mundial Contrarrelógio | -    | -    | -    | 27.ª | -    | -    | -    | 4.ª  | -    |

-: não participa

Ab: abandono

X: edições não celebradas

## Equipas
- Colavita-Forno d'Assolo (2011)[7]
- Optum (2012-2014)
  - Optum Pro Cycling Women's Team (2012) (amador)
  - Optum p/b Kelly Benefit Strategies (2013-2015)
- Team Liv-Plantur (2016)
- Team Sunweb (2017-)